# 谷内友美
谷内 友美（やち ともみ、12月14日 - ）は、日本の声優・舞台女優。北海道出身。アル・シェアなどを経て、現在はフリー。

## 経歴・人物
代々木アニメーション学院卒業。
幼少期より新選組好き。北海道沼田高等学校卒業後はかつては劇団（声優マネージメントを兼務）ブリングアップに所属していたが、研究生→準所属。声優、舞台で活動し、後、エーライツに所属していた。2010年4月から同年9月までオフィスもりに所属していた。その後、同人舎（現：アル・シェア）に所属したが、2019年11月1日からフリーになる。
高校在学中は演劇部に所属し、新入生の歓迎行事の際に自ら執筆した脚本で寸劇を披露していたとの事。

## 出演作品

### テレビアニメ
2000年
- ビックリマン2000（バニー寒乱射）

2002年
- こちら葛飾区亀有公園前派出所（女の子）
- 真・女神転生Dチルドレン ライト&ダーク

2003年
- こちら葛飾区亀有公園前派出所（友子、赤ん坊）
- 遊☆戯☆王デュエルモンスターズ（クリス〈2代目〉、ミルコ）

2004年
- こちら葛飾区亀有公園前派出所（女子高生B、逃げるOL）
- 遊☆戯☆王デュエルモンスターズGX（枕田ジュンコ）

2016年
- ふりぃきぃ〜はいすく〜る（ミス・ハイスクール、イチゴミルク、ゴスロリー　他）

### ゲーム
2004年
- 機甲兵団 J-PHOENIX2（パピオン・クロウディア）

2006年
- 遊☆戯☆王デュエルモンスターズGX タッグフォース（枕田ジュンコ、一般女子生徒）

2007年
- 遊☆戯☆王デュエルモンスターズGX タッグフォース2（枕田ジュンコ、一般女子生徒）

2008年
- 遊☆戯☆王デュエルモンスターズGX タッグフォース3（枕田ジュンコ、一般女子生徒）

### 吹き替え

#### 洋画
- レジェンド・オブ・ホーン 〜伝説の大冒険〜（2013年11月2日、青の妖精、赤の妖精）
- ウィッチ（2017年12月2日、マーシ―〈エリー・グレインジャー〉[5]）

#### アニメ
- 風の王国と魔女（ディーバ〈ローラ・レンギ〉）
- 3びきのくまとおかしの家（ゴールディ〈ジェイミー・リン・スピアーズ〉）

### 邦画（実写）
- プラシーボ（2016年、声の出演[6][7]）

### 舞台
- 劇団アルターエゴ公演「豊かな生活」[2]
- 劇団アルターエゴ公演「十二夜ー愛という名の病気ー」（フェステ[2]）
- 劇団アルターエゴ公演「ロング・クリスマス・ディナー」（ルシア（子供時代）[2]）
- 劇団アルターエゴ公演「アイスクリームマン」（聡子）[2]
- 劇団アルターエゴ公演「ニューボーン・チャイルド」[2]
- 劇団アルターエゴ公演「ToRiDe」[2]
- 劇団アルターエゴ公演「金壺親父恋達引」（豆助[2]）
- 劇団アルターエゴ公演「HAKKENDEN2005」（八房、忠リッヒ美紀[2]）